# Józef Chojnicki
Józef Chojnicki (ur. w 1745 we Lwowie, zm. w 1812 tamże) – polski malarz portrecista.
Zdaniem Edwarda Rastawieckiego, Chojnicki uczył się malarstwa u Stanisława Stroińskiego (w latach 1719–1802; według innych danych prawdopodobnie uczył się malarstwa u Stanisława Stroińskiego), z którym współpracował przy wykonaniu fresków w kościele dominikańskim w Tarnopolu.
Wykonywał portrety, które zachowały się w zbiorach Dzieduszyckich we Lwowie (obecnie w Lwowskiej Galerii Sztuki). Był też autorem wielu obrazów ołtarzowych w lwowskiej katedrze łacińskiej.

## Galeria prac
| Tytuł                        | Rok        | Kolekcja               | Ilustracja |
| ---------------------------- | ---------- | ---------------------- | ---------- |
| Portret damy                 | lata 1780. | Zamek w Olesku         |            |
| Portret Tekli Bielskiej      | 1782       | Lwowska Galeria Sztuki |            |
| Portret Antoniego Bielskiego | 1782       | Lwowska Galeria Sztuki |            |

## Literatura dodatkowa
- Zbigniew Hornung: Józef Chojnicki. W: Polski Słownik Biograficzny. T. 3: Brożek Jan – Chwalczewski Franciszek. Kraków: Polska Akademia Umiejętności – Skład Główny w Księgarniach Gebethnera i Wolffa, 1937, s. 401. Reprint: Zakład Narodowy im. Ossolińskich, Kraków 1989, ISBN 83-04-03291-0